# Gozdna železnica pri Rudnem
Gozdna železnica pri Rudnem na Jelovici je maloznana gozdna železnica.
Po nekaterih podatkih naj bi na planoti Jelovice v bližini naselja Rudno obratovala gozdna železnica dolžine 1,5 km. O sami progi ni veliko znanega, pa tudi raziskave na samem terenu niso dokončno potrdile obstoja te proge.